# Hecke (Reichshof)
Hecke ist ein Ort von insgesamt 106 Ortschaften der Gemeinde Reichshof im Oberbergischen Kreis im nordrhein-westfälischen Regierungsbezirk Köln in Deutschland.

## Lage und Beschreibung
Hecke liegt nördlich der Wiehltalsperre, die nächstgelegenen Zentren sind Gummersbach (24 km nordwestlich), Köln (61 km westlich) und Siegen (45 km südöstlich).

## Geschichte

### Erstnennung
1598 wurde der Ort das erste Mal urkundlich erwähnt. „Bei den Pacht- und Rentengeldern der Eckenhagener Kirche sind auch Einnahmen vor der Hecken genannt (wahrscheinlich ist der in der Mercatorkarte von 1575 genannte Ort „Honnerfluhe“ umbenannt worden).“ 
Die Schreibweise der Erstnennung war vor der Hecken.
| Bevölkerungsentwicklung | Bevölkerungsentwicklung |
| Jahr                    | Einwohner               |
| ----------------------- | ----------------------- |
| 1991                    | 31                      |
| 2005                    | 25                      |
| 2006                    | 23                      |
| 2008                    | 21                      |
| 2017                    | 17                      |
| 2018                    | 19                      |
| 2019                    | 18                      |